# Haydn-Haus Eisenstadt

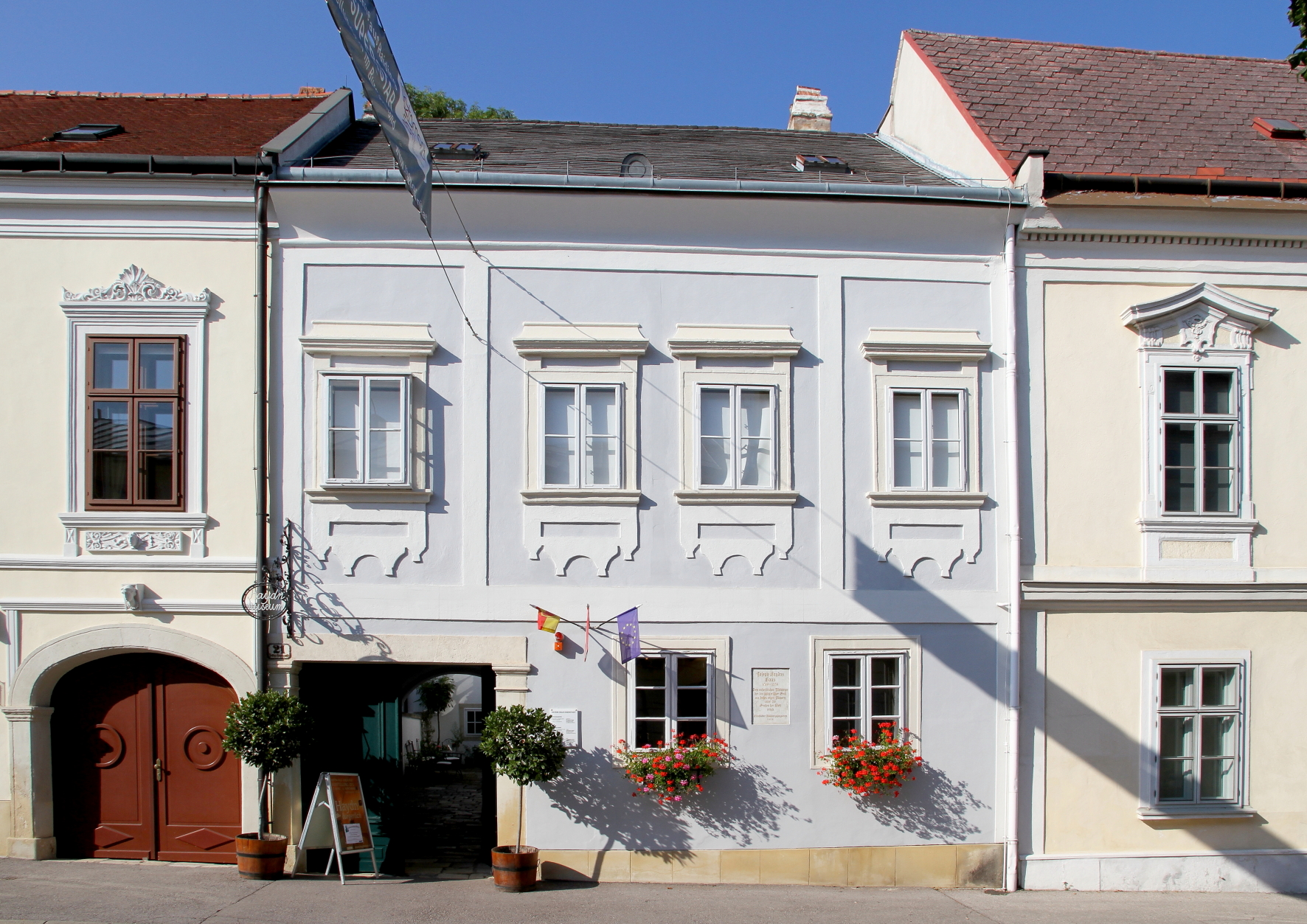
Haydn-Haus Eisenstadt (2011)

Das Haydn-Haus Eisenstadt in der Eisenstädter Joseph-Haydn-Gasse 21 war von 1766 bis 1778 Eigentum und Wohnsitz des Komponisten Joseph Haydn (1732–1809). Heute beherbergt es das Eisenstädter Haydn-Museum. Das Haus steht unter Denkmalschutz.

## Beschreibung
Das der Joseph-Haydn-Gasse (früher Klostergasse) zugewandte Hauptgebäude des Anwesens in geschlossener Bebauung ist zweigeschoßig, vier Fensterachsen breit und besitzt ein flach geneigtes Satteldach. Die hellgrau gehaltene Fassade hat im Obergeschoß einen schlichten barocken weißen Putzdekor.

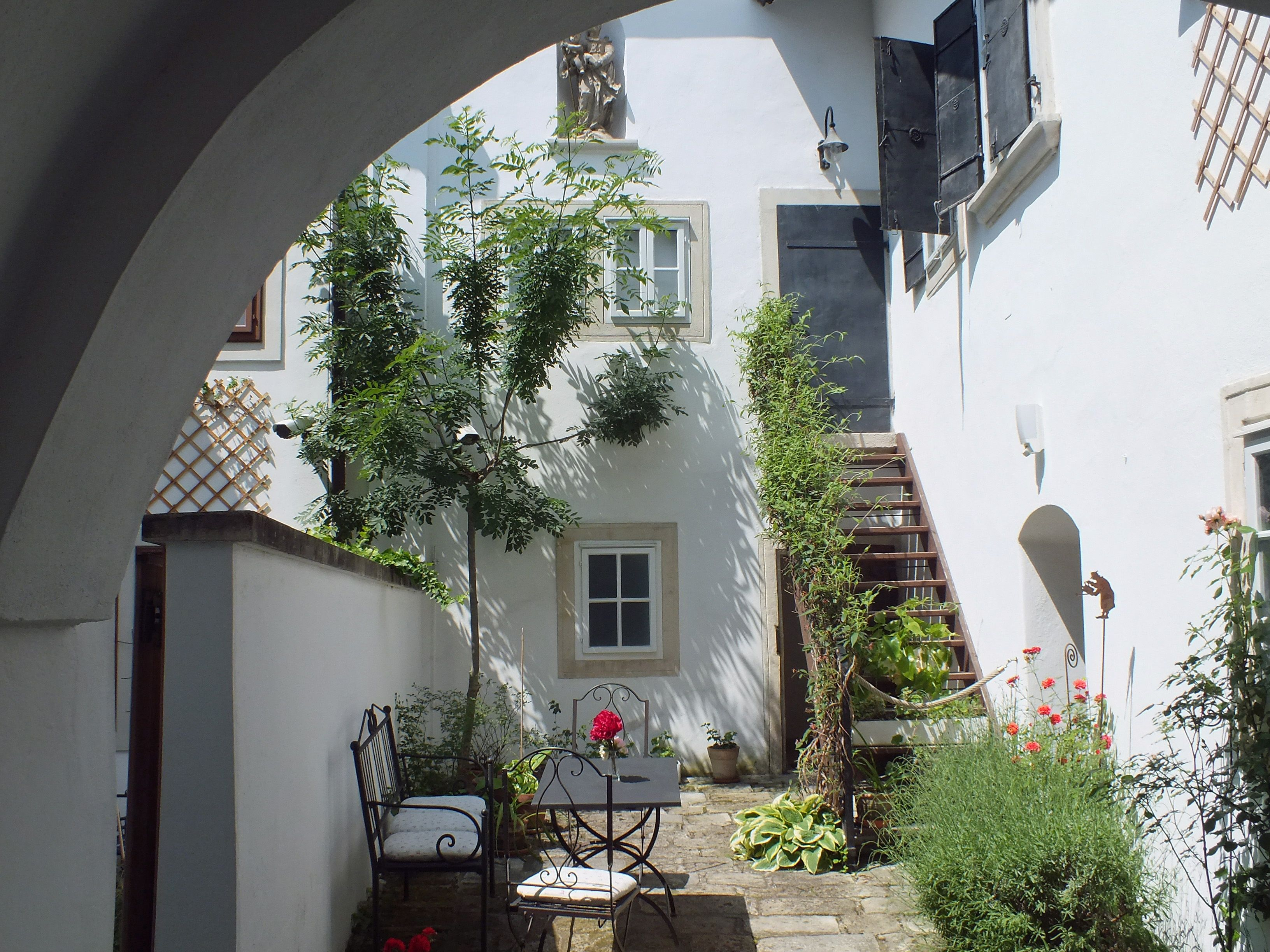
Hof des Haydn-Hauses

Ein breites Tor mit angedeuteten Pilastern führt durch das Haus in einen kleinen Innenhof. Der Hof ist vom linken Nachbargrundstück durch eine Mauer getrennt. Diese paarige Anlage der Höfe findet sich bei mehreren Grundstücken der Joseph-Haydn-Gasse. Rechts schließt sich an das Vorderhaus ein Seitengebäude an, das zu einem abschließenden Hintergebäude führt. Dieser hintere Abschluss grenzte ehemals an die alte Stadtmauer Eisenstadts. Eine Freitreppe führt zu den auch von innen zugänglichen oberen Räumen.

## Geschichte
Ein im Vorderhaus freigelegtes gotisches Fenster weist auf eine Errichtungszeit des Hauses im 16. Jahrhundert hin. Die am Kellerzugang lesbare 1747 bezieht sich auf den letzten Umbau, bevor Joseph Haydn, fürstlicher Kapellmeister am Esterházyschen Hof, 1766 das Haus von einer Witwe erwarb. Diese bewohnte bis zu ihrem Tod 1767 das Erdgeschoß. Danach zogen hier Schüler von Haydn ein. Haydn bewohnte mit seiner Frau die fünf Räume im Obergeschoß. Für das Haus war Ratenzahlung vereinbart worden, und als nach dem Tod der Witwe der Restbetrag fällig wurde, musste Haydn seinen Dienstherren um ein Darlehen angehen. Dieser übernahm auch die Kosten als das Haus bei zwei Stadtbränden 1768 und 1776 betroffen war.
Als der Hof der Esterházys nach Schloss Eszterháza verlegt wurde, verkaufte Haydn 1778 das Eisenstädter Haus und hatte seinen Hauptwohnsitz hier. Die Nachbesitzer nahmen einige Erweiterungen vor. Das Seiten- und das Hintergebäude wurden errichtet, wo vorher nur Stallungen und Heuboden gestanden hatten.
1898 wurde eine an Haydn erinnernde Gedenktafel am Haus angebracht. 1935 konnte der Burgenländische Heimat- und Naturschutzverein drei Zimmer im Hoftrakt für ein erstes Haydn-Museum anmieten. Nach dem Zweiten Weltkrieg zusammen mit verschiedenen Sammlungen in das Eigentum des Landes Burgenland übergegangen, wurde das Gebäude in den 1970er Jahren zu einer Haydn gewidmeten musealen Gedenkstätte umgestaltet. Während der Sanierungs- und Restaurierungsarbeiten zum Haydn-Jahr 2009 wurden die originalen Wandgestaltungen der Haydn-Zeit in zwei Zimmern freigelegt.

## Museum
In der besonders auf das private Leben Haydns ausgerichteten Dauerausstellung wird in den Räumen „Zimmer, Kuchl und Cammer“ mit den Original-Wandbemalungen und Möbeln aus seiner Zeit Haydns Wohnatmosphäre nachempfunden. Es werden Originalportraits von ihm, persönliche Briefe, Noten und musikalische Widmungen gezeigt, sowie ein Anton Walter-Hammerflügel von 1780, ein Porträtmedaillon von Haydns Gattin Maria Anna Theresia und vieles mehr.

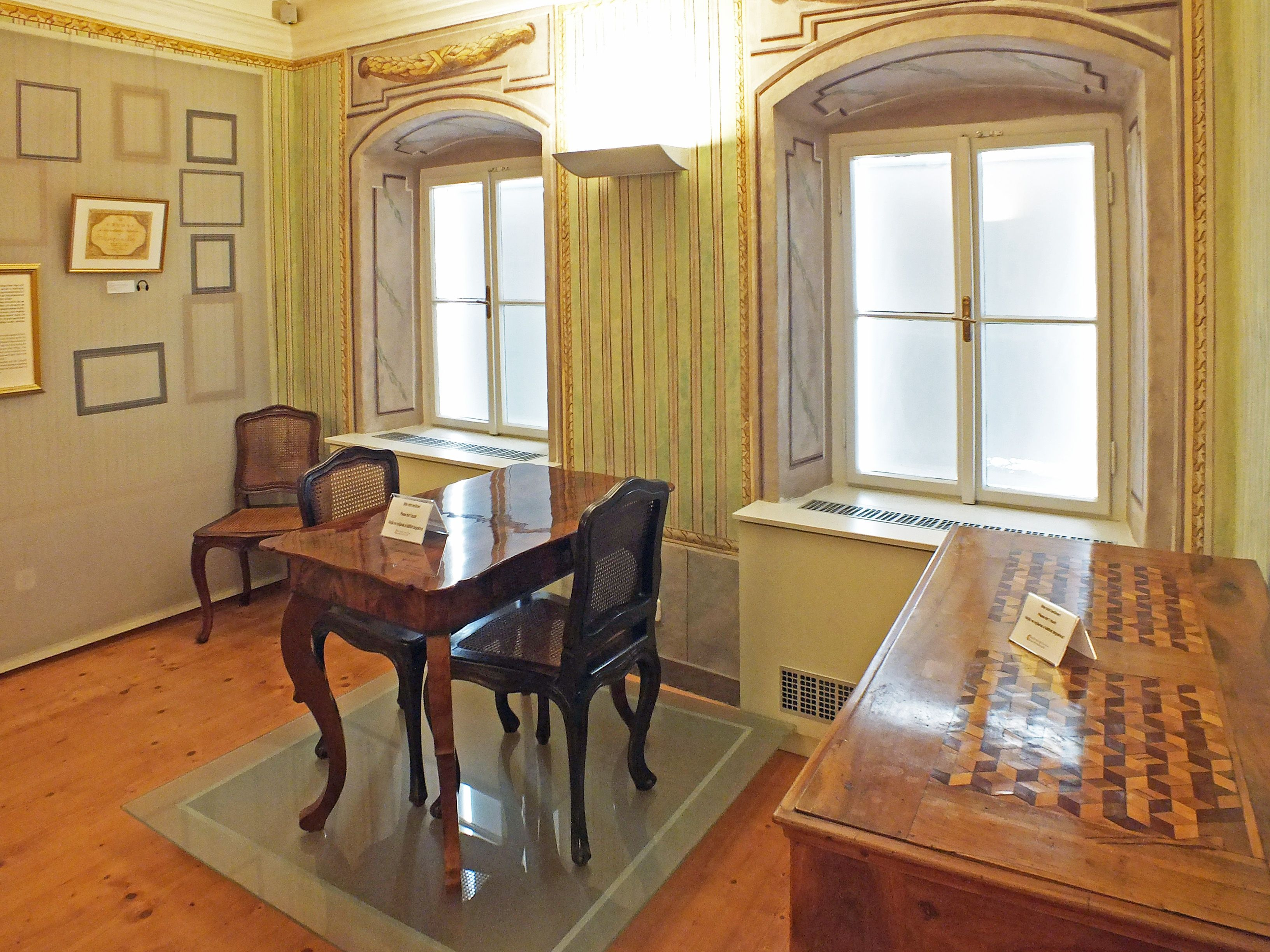
Wohnraum
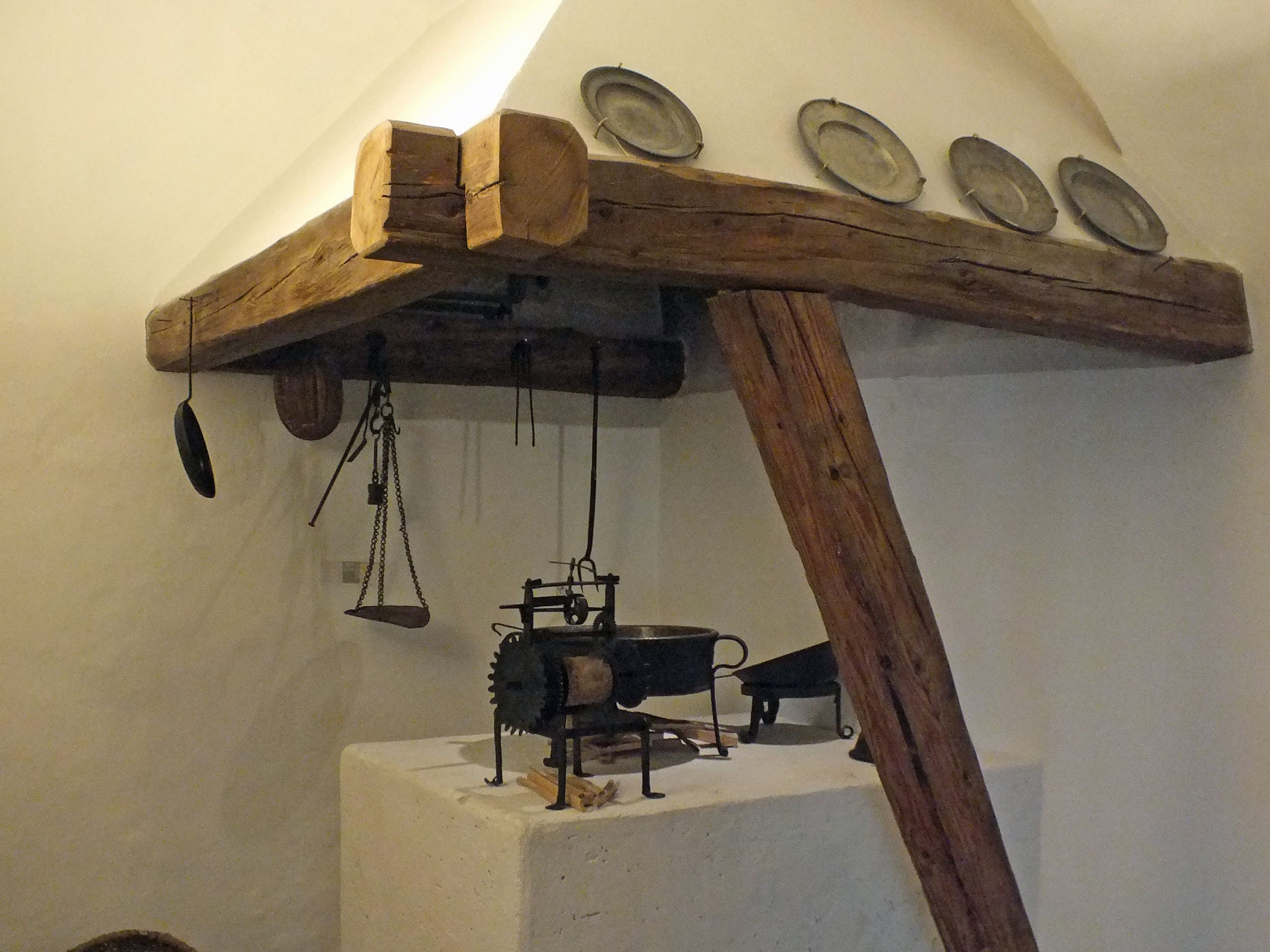
Detail der Küche
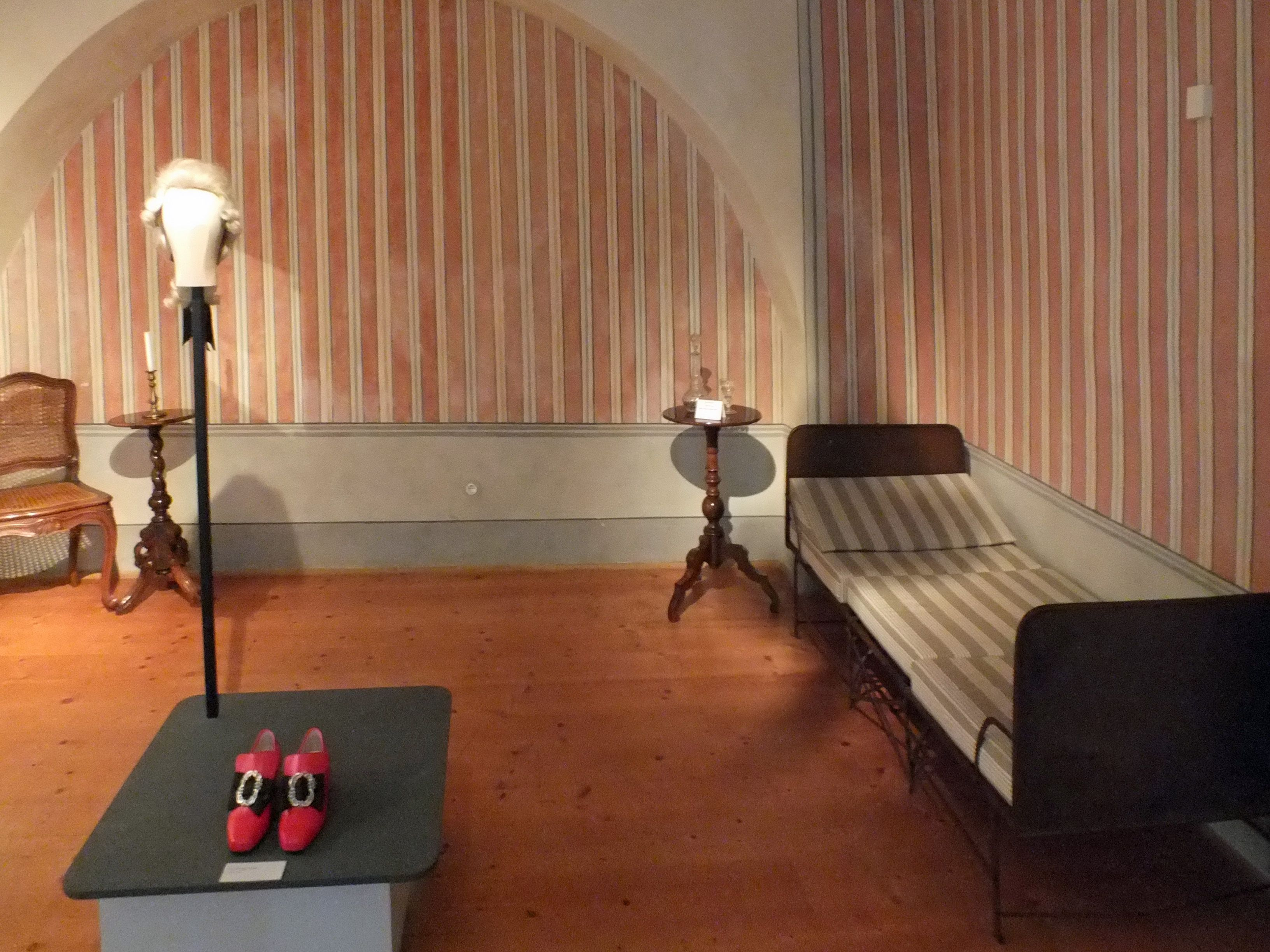
Schlafkammer
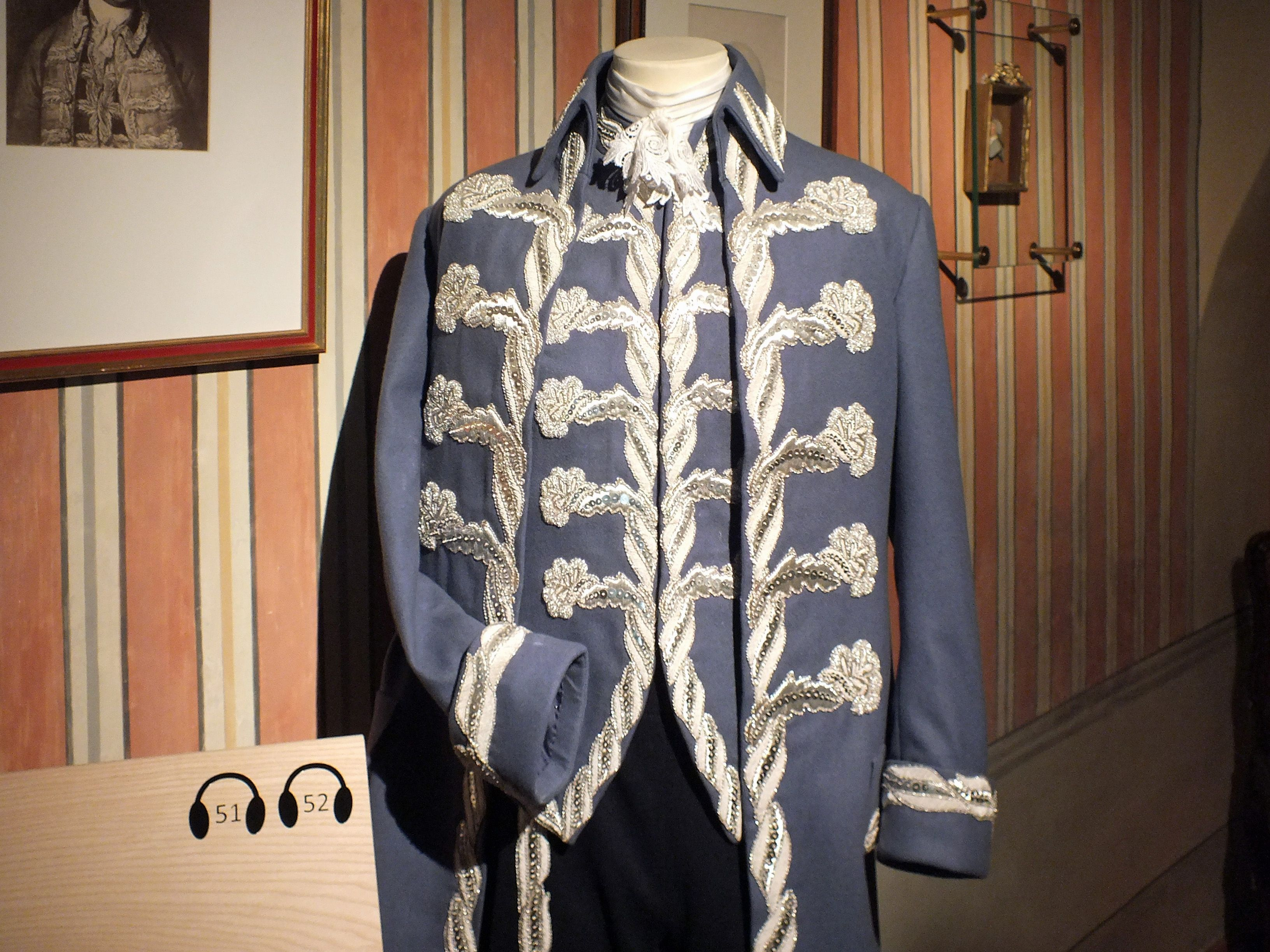
Haydns Dienstkleidung
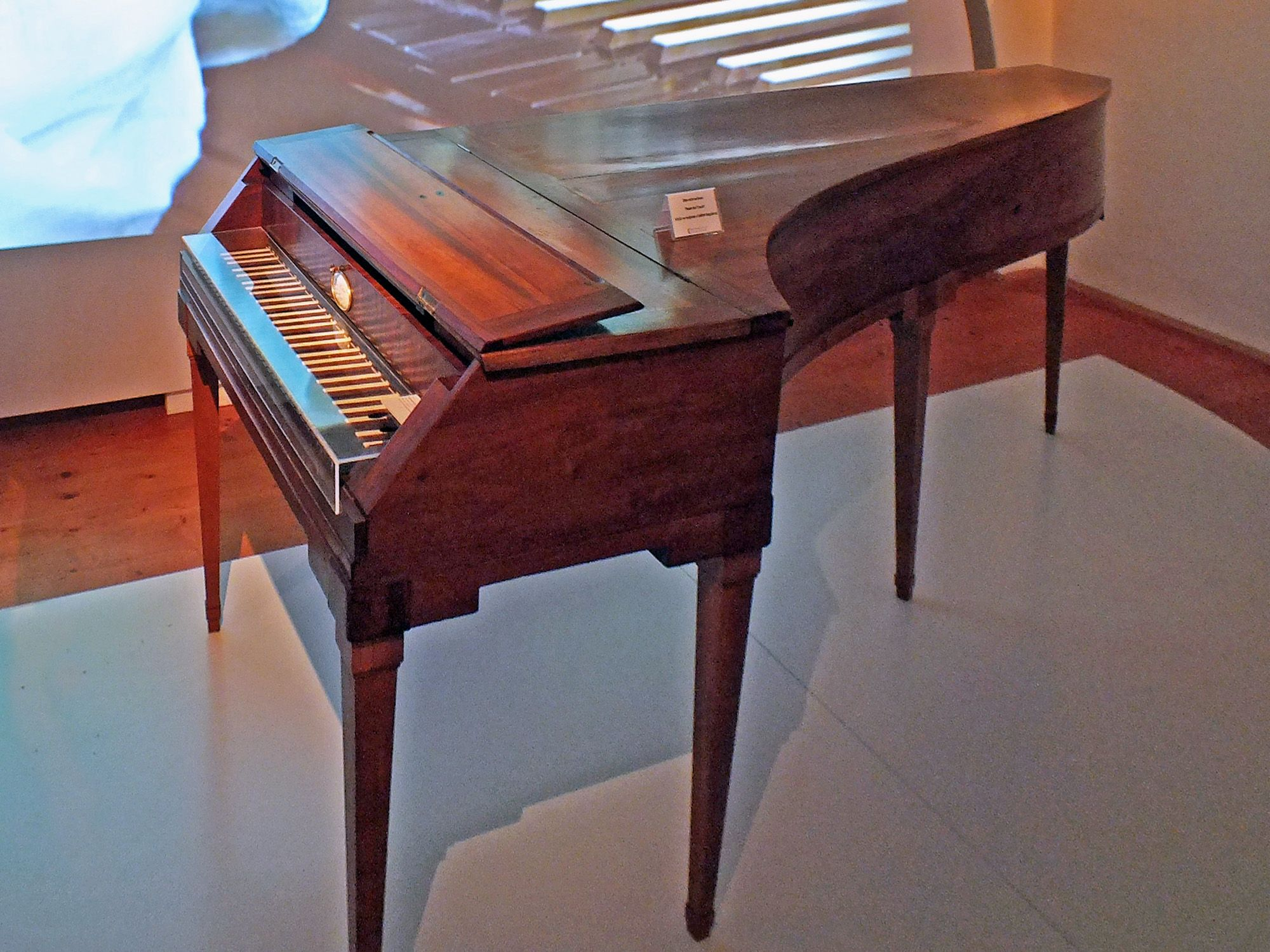
Anton Walter-Hammerflügel

1998 konnte das Nachbarhaus erworben werden. In den so gewonnenen zusätzlichen Ausstellungsräumen finden seitdem jährlich wechselnde Sonderausstellungen ergänzend zur Dauerausstellung des Haydn-Hauses statt, zum Beispiel 2015 Haydn und die Freimaurer und 2016 Haydn und die Frauen.

## Haydn-Kräutergarten

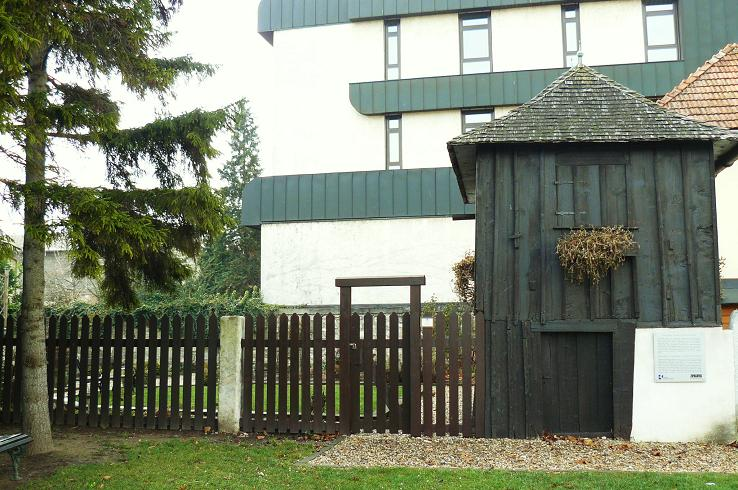
Gartenhäuschen im Haydn-Garten

Gleichzeitig mit dem Haus in der Klostergasse kaufte Haydn 1766 einen damals außerhalb der Stadtmauer gelegenen kleinen Gemüsegarten, das „Kuchlgärtl beym oder hinter dem Spittal“, heute in der Bürgerspitalgasse 2 hinter der Bank Burgenland (Lage). Dort pflanzten Haydn und seine Ehefrau Anna Aloisia Gewürze und andere Pflanzen für die Küche sowie Blumen und Zierpflanzen an. Zur Anlage gehört ein schon zu Haydns Zeit bestehendes Gartenhäuschen, in dem er gelegentlich komponiert haben soll und in dem er sich von der anstrengenden Arbeit beim Musizieren erholen konnte. Der Garten blieb bis 1778 in den Händen der Haydns und wurde später verkauft.
Der Garten wurde 2002 revitalisiert und nach barockem Vorbild neu gestaltet und bepflanzt. Organisatorisch gehört der Garten zum Museum Haydn-Haus. In den Sommermonaten finden gelegentliche Führungen zum Anbau und Gebrauch barocker Gewürz-, Heil- und Duftpflanzen statt.
2018 wurde in der Bürgerspitalgasse neben dem Kräutergarten ein Haydn-Denkmal enthüllt. Das aus einem zehn Tonnen schweren und drei Meter hohen Marmorblock gefertigte Denkmal wurde von der Bildhauerin Heidi Tschank gestaltet, der Bronzekopf zeigt den jungen Haydn lächelnd.